# Seznam italijanskih izumiteljev
Seznam italijanskih izumiteljev.

## B
- Eugenio Barsanti

## C
- Tullio Campagnolo
- Salvatore Carcano
- Antonio Benedetto Carpano
- Bartolomeo Cristofori

## D
- Salvino D'Armate
- Leonardo da Vinci
- Giuseppe Donati

## F
- Enrico Fermi
- Enrico Forlanini

## G
- Flavio Gioja

## M
- Guglielmo Marconi
- Felice Matteucci
- Antonio Meucci
- Bruno Munari

## R
- Raffaele Rossetti

## S
- Raffaele Sacco (1787 – 1872)
- Santorio Santorio
- Ascanio Sobrero

## T
- Fabio Taglioni
- Evangelista Torricelli

## V
- Leonardo da Vinci
- Alessandro Volta